# Feodor Szerbakow
Feodor Szerbakow (* 20. Februar 1911 in Eckertsdorf/Ostpreußen, als Theodor Szerbakowski; † 10. Februar 2009 in Seebergen, Gemeinde Lilienthal) war ein deutscher Maler.

## Leben
Szerbakow wurde als Sohn eines Bauern in Masuren geboren. Bis zu seinem 17. Lebensjahr half er seinem Vater auf dem Bauernhof bei der Landwirtschaft. 1928 verließ er seine Heimat und zog nach Stettin. Bei einem pommerschen Kunstmaler erhielt er seine ersten Grundkenntnisse in Malen und Zeichnen. 1930 besuchte er die Kunsthochschule in Berlin. Er studierte hier Malerei bei den Professoren Buchholz, Lange und Hentschke. In Berlin lernte er zum ersten Mal Werke von Otto Modersohn aus Fischerhude, dem Gründer der Künstlerkolonie Worpswede, kennen. 1933 kam Szerbakow mit seiner Ehefrau Frieda nach Worpswede, um seinem Maleridol näher zu sein. Der wurde sein Vorbild und später sein Lehrer. Die Gegend um das Teufelsmoor sprach ihn an, hier fühlte er sich hingezogen. Die Moore und Flusslandschaften, die Stille und Einsamkeit der Gegend hatten es dem Künstler angetan. Im Zweiten Weltkrieg wurde er zur Wehrmacht eingezogen. Danach gab er für lange Zeit die Malerei auf. Er lebte zurückgezogen in Seebergen, Gemeinde Lilienthal. Hier züchtete er in dieser Zeit exotische Blumen und Zierpflanzen und Rhododendren-Büsche. Er wurde ein versierter Botaniker. Erst in den 1970er Jahren widmete er sich wieder der Malerei.

## Werk
Szerbakows Malstil wurde entscheidend von dem Worpsweder Künstler und Impressionisten Otto Modersohn geprägt. Seine Landschaftsgemälde zeigen häufig nebelverhangene Moormotive und Sonnenuntergänge, aber auch üppige Blumen-Stillleben. Später orientiert er sich außerdem auch noch an dem Malstil von Anton Burger.

## Ehrungen
2001 widmet die Künstlerkolonie Worpswede, anlässlich Szerbakows 90. Geburtstag, ihrem letzten lebenden Altmeister eine große Retrospektive.